# Randsfjorden
Randsfjorden est un lac situé dans le comté d'Oppland au sud-est de la Norvège. Avec une surface de 139 km2 c'est le quatrième plus grand lac de Norvège. 

## Présentation
Le lac a été formé par un surcreusement glaciaire, ce qui explique sa forme tout en longueur. Il est alimenté par plusieurs rivières dont en particulier l'Etna et la Dokka, et s'écoule ensuite par la rivière Randselva. Les rivières Etna et Dokka forment en arrivant dans le lac un delta qui est protégée par la réserve naturelle de Dokkadelta, classée site Ramsar en raison de la grande richesse biologique et en particulier en avifaune.